# 専門学校武蔵野ファッションカレッジ
専門学校武蔵野ファッションカレッジ（せんもんがっこうむさしのファッションカレッジ）とは、東京都豊島区南池袋3-12-5にある専門学校。1947年6月武蔵野ドレスメーカー女子学院設立。2005年4月専門学校武蔵野ファッションカレッジと校名変更。設置者は学校法人後藤学園。

## 設置学科
- アパレルプロフェッショナル科
- ファッションスタイリング科
- ファッションマスター科

## 取得可能資格・取得目標資格
- ファッション色彩能力検定3級
- ファッションビジネス能力検定3級
- パターンメイキング技術検定3級
- 販売士検定3級

## 所在地
東京都豊島区南池袋3-12-5

## 交通アクセス
池袋駅東口徒歩5分

## グループ校
- 武蔵野調理師専門学校
- 武蔵野栄養専門学校
- 武蔵丘短期大学